# Luigi Samele
Luigi Samele (n. 25 iulie 1987, Foggia, Apulia, Italia) este un scrimer italian specializat pe sabie.
A fost campion mondial în 2004 la cadeți și vicecampion mondial în 2006 la juniori. A participat la Jocurile Olimpice din 2012 de la Londra cu echipa Italiei.
Cu echipa Italiei este de trei ori campion european (în 2010, 2013 și 2014) și vicecampion mondial în 2010 și 2018. La Jocurile Olimpice de la Londra, Italieni au trecut în primul tur de Belarus, dar au pierdut cu Coreea de Sud în semifinală. S-au impus împotriva Rusiei în „finală mică” și s-au mulțumit cu bronzul.

## Palmares
Clasamentul la Cupa Mondială
| An  | 2004 | 2005 | 2006 | 2007 | 2008 | 2009 | 2010 | 2011 | 2012 | 2013 | 2014 | 2015 | 2016 | 2017 | 2018 |
| --- | ---- | ---- | ---- | ---- | ---- | ---- | ---- | ---- | ---- | ---- | ---- | ---- | ---- | ---- | ---- |
| Loc | 243  | 101  | 50   | 88   | 58   | 27   | 9    | 48   | 24   | 8    | 9    | 42   | 44   | 10   | 19   |

## Legături externe
Materiale media legate de Luigi Samele la Wikimedia Commons
- en  Prezentare Arhivat în 24 septembrie 2015, la Wayback Machine. la Confederația Europeană de Scrimă
- en Luigi Samele la Olympedia.org